# Wish You Were Here (песня Аврил Лавин)
«Wish You Were Here» — третий сингл с четвертого альбома Аврил Лавин Goodbye Lullaby.

## Предыстория
Впервые о песне как о сингле упоминалось в телефонном интервью, когда Аврил находилась в Германии на ежегодной выставке-показе «The Bread & Butter Surepshow». Позже Sony Music Polska официально подтвердили, что песня Wish You Were Here станет следующим синглом.
Съёмки клипа начались после тура по Южной Америке и прошли в течение августа. Аврил поделилась впечатлениями со съемочной площадки и опубликовала пару фото и два сообщения.
Релиз клипа состоялся 9 сентября.
После того, как фанаты получили свои Limited Fan Edition диски, они обнаружили, что никакой обещанной песни «Hello» вовсе нет, вместо неё на диске были «Smile(Acoustic Version)» и «What The Hell (Acoustic Version)». Фанаты начали писать гневные письма в новый лейбл Аврил Epic Records. Как оказалось, «Hello» не существует вовсе, лейбл выразил свои сожаления и пообещал вернуть деньги желающим.

## Список композиций
Цифровой сингл
| №  | Название                                | Длительность |
| -- | --------------------------------------- | ------------ |
| 1. | «Wish You Were Here»                    | 3:45         |
| 2. | «Wish You Were Here» (Acoustic Version) | 3:45         |
| 3. | «Smile» (Acoustic Version)              | 3:33         |
| 4. | «Wish You Were Here» (music video)      |              |

Limited Fan Edition (Ограниченное фан-издание)
| №  | Название                                | Длительность |
| -- | --------------------------------------- | ------------ |
| 1. | «Wish You Were Here» ((Album Version))  | 3:45         |
| 2. | «Wish You Were Here» (Acoustic Version) | 3:45         |
| 3. | «Smile» (Acoustic Version)              |              |
| 4. | «What The Hell» (Acoustic Version)      |              |

### Чарты
| Чарт                                       | Наивысшая позиция |
| ------------------------------------------ | ----------------- |
| Австралия (ARIA)                           | 91                |
| Бельгия/Фландрия (Ultratip Bubbling Under) | 4                 |
| Бельгия/Валлония (Ultratip Bubbling Under) | 34                |
| Венгрия (Rádiós Top 40)                    | 35                |
| Канада (Billboard Canadian Hot 100)        | 64                |
| Словакия (Rádio — Top 100)                 | 68                |
| США (Billboard Adult Pop Airplay)          | 20                |
| США (Billboard Pop Airplay)                | 30                |
| США (Billboard Hot 100)                    | 65                |
| США (Billboard Digital Song Sales)         | 76                |
| Япония (Billboard Japan Hot 100)           | 90                |
| Япония (Japan Adult Contemporary Airplay)  | 33                |
| Малайзия (RIM)                             | 2                 |
| Южная Корея (GAON International Chart)     | 6                 |
| Россия (TopHit)                            | 47                |